# Henri Kox
Pour les articles homonymes, voir Kox.
Henri Kox, né le 7 mai 1961 à Luxembourg-Ville (Luxembourg), est un professeur-ingénieur et homme politique luxembourgeois, membre du parti écologiste Les Verts (déi Gréng).

## Biographie

### Études, formations et activités professionnelles
Ingénieur de formation, il est profondément lié à la région viticole de la Moselle luxembourgeoise. Après ses études à l'université technique de Rhénanie-Westphalie à Aix-la-Chapelle (en abrégé RWTH Aachen), il devient professeur et est affecté, jusqu'en juillet 2004, au lycée technique des arts et métiers situé à Luxembourg. Il est, par ailleurs, président d’Eurosolar Luxembourg a.s.b.l.

### Carrière politique

#### Prises de position
Marqué par la lutte de sa mère contre la centrale nucléaire dont la construction avait été envisagée à Remerschen dans les années 1970, Henri Kox s’est assez rapidement engagé en faveur du développement des énergies renouvelables. Il mène sa lutte à la fois sur le plan international en tant que président de association Eurosolar ; sur le plan national, à la Chambre des députés et au niveau local en tant qu'ancien bourgmestre de Remich.

#### Politique locale
Henri Kox est élu au conseil communal de la ville de Remich en 1999. À la suite des élections communales du 9 octobre 2005, il est nommé échevin avant d'accéder aux fonctions de bourgmestre à partir du 9 novembre 2009 et jusqu'au 14 novembre 2017, où il succède à Jeannot Belling (lb),.

#### Politique nationale
À la suite des élections législatives du 13 juin 2004, Henri Kox fait son entrée à la Chambre des députés pour la circonscription Est, où il représente le parti Les Verts (déi Gréng). Il est réélu aux élections législatives de 2009, 2013 et 2018. Depuis 2013, il est notamment vice-président de la Chambre des députés et président de la Commission de l'Environnement, et depuis 2015, vice-président de la Commission de l’Agriculture, de la Viticulture, du Développement rural et de la Protection des consommateurs.
Le 11 octobre 2019, Henri Kox fait son entrée au gouvernement comme ministre du Logement et ministre délégué à la Défense et à la Sécurité intérieure dans le gouvernement de coalition entre le Parti démocratique (DP), le Parti ouvrier socialiste luxembourgeois (LSAP) et Les Verts (Gréng). En juillet 2020, Henri Kox voit ses compétences ministérielles évoluées. Il est ainsi nommé ministre chargé de la Sécurité intérieure et n'est plus sous la tutelle de François Bausch à la suite d'une décision prise en Conseil de gouvernement. En revanche, François Bausch conserve les portefeuilles de la Défense, de la Mobilité et des Travaux publics,.

### Vie privée
En novembre 2018, son frère aîné, Martin Kox, échevin d'Esch-sur-Alzette et candidat aux législatives de 2018 sur la liste des Gréng dans le Sud, renonce à son mandat en raison d'une incompatibilité avec la loi électorale.